# Bob Gerard
Frederick Roberts Gerard, detto Bob (Leicester, 19 gennaio 1914 – South Croxton, 26 gennaio 1990), è stato un pilota automobilistico britannico.
Prese parte a 8 Gran Premi in Formula 1 tra il 1950 ed il 1957, debuttando nella gara d'esordio del Mondiale a Silverstone.
Corse con vetture ERA e Cooper private, conseguendo come miglior risultato il 6º posto in gara in tre occasioni. Inoltre vinse 9 Gran Premi di Formula 1 non valevoli per il Campionato Mondiale.

## Risultati in Formula 1
| 1950 | Scuderia       | Vettura |   |   |  |  |  |  |  |  |  | Punti | Pos. |
| ---- | -------------- | ------- | - | - |  |  |  |  |  |  |  | ----- | ---- |
| 1950 | Pilota privato | ERA     | 6 | 6 |  |  |  |  |  |  |  | 0     |      |

| 1951 | Scuderia       | Vettura |  |  |  |  |    |  |  |  |  | Punti | Pos. |
| ---- | -------------- | ------- |  |  |  |  | -- |  |  |  |  | ----- | ---- |
| 1951 | Pilota privato | ERA     |  |  |  |  | 11 |  |  |  |  | 0     |      |

| 1953 | Scuderia       | Vettura    |  |  |  |  |    |     |  |  |  | Punti | Pos. |
| ---- | -------------- | ---------- |  |  |  |  | -- | --- |  |  |  | ----- | ---- |
| 1953 | Pilota privato | Cooper T23 |  |  |  |  | 11 | Rit |  |  |  | 0     |      |

| 1954 | Scuderia       | Vettura    |  |  |  |  |    |  |  |  |  | Punti | Pos. |
| ---- | -------------- | ---------- |  |  |  |  | -- |  |  |  |  | ----- | ---- |
| 1954 | Pilota privato | Cooper T23 |  |  |  |  | 10 |  |  |  |  | 0     |      |

| 1956 | Scuderia       | Vettura    |  |  |  |  |  |    |  |  |  | Punti | Pos. |
| ---- | -------------- | ---------- |  |  |  |  |  | -- |  |  |  | ----- | ---- |
| 1956 | Pilota privato | Cooper T23 |  |  |  |  |  | 12 |  |  |  | 0     |      |

| 1957 | Scuderia       | Vettura    |  |  |  |  |   |  |  |  |  | Punti | Pos. |
| ---- | -------------- | ---------- |  |  |  |  | - |  |  |  |  | ----- | ---- |
| 1957 | Pilota privato | Cooper T44 |  |  |  |  | 6 |  |  |  |  | 0     |      |

| Legenda | 1º posto     | 2º posto | 3º posto    | A punti         | Senza punti/Non class.  | Grassetto – Pole position Corsivo – Giro più veloce |
| Legenda | Squalificato | Ritirato | Non partito | Non qualificato | Solo prove/Terzo pilota | Grassetto – Pole position Corsivo – Giro più veloce |